# Entyloma novae-zelandiae
Entyloma novae-zelandiae är en svampart som beskrevs av McKenzie & Vánky 1995. Entyloma novae-zelandiae ingår i släktet Entyloma och familjen Entylomataceae.   Inga underarter finns listade i Catalogue of Life.